# Roop Singh
Roop Singh Bais (ur. 8 września 1910 w Jabalpurze, zm. 16 grudnia 1977 w Gwalijarze)  – indyjski hokeista na trawie. Dwukrotny złoty medalista olimpijski.
Jego starszy brat Dhyan Chand jest uważany za najlepszego hokeistę w historii. Z reprezentacją Indii brał udział w dwóch igrzyskach (IO 32, IO 36) na obu zdobywając złote medale. Na olimpiadach wystąpił w 7 meczach, strzelając 22 gole.